# 楊謐
楊謐（1440年2月23日—1500年6月30日），字文寧，河南開封府儀封縣（今屬蘭考縣）人，明朝政治人物。成化乙丑進士，累官兵部侍郎。

## 生平
河南鄉試第三十六名。成化五年（1469年）乙丑科三甲第八十一名進士，授崑山縣知縣，擢山東道監察御史。弘治元年（1488年）升太僕寺少卿。累官都察院左僉都御史、巡撫宣府，官至兵部侍郎。

## 家族
曾祖楊成。祖父楊伯中。父楊瑾，曾任華容縣主簿。